# Omar Mosaad
Omar Mosaad, né le 17 mars 1988 au Caire, est un joueur professionnel de squash représentant l'Égypte. Il atteint, en juin 2016, la troisième place mondiale sur le circuit international, son meilleur classement.

## Palmarès

### Titres
- Torneo Internacional PSA Sporta : 2015
- Open de Macao : 2013
- Open de Kuala Lumpur : 2012
- Championnats d’Égypte : 2016

### Finales
- Open de Macao : 2 finales (2018, 2019)
- Championnat du monde : 2015
- US Open : 2015
- QSF No.1 2018
- Open de Macao : 2 finales (2014, 2018)
- Canary Wharf Squash Classic : 2016
- Open de Colombie : 2 finales (2013, 2014)
- Abierto Mexicano de Raquetas : 2012
- Australian Open : 2012
- Motor City Open : 2011
- Netsuite Open : 2011
- Heliopolis Open : 2010
- Santiago Open : 2010
- Championnats du monde junior : 2006
- Championnats du monde par équipes : 2013